# Yasashii Hana no Saku Basho
Yasashii Hana no Saku Basho (やさしい花の咲く場所?, Il luogo dove sbocciano i teneri fiori) è il secondo album della cantautrice e pianista giapponese Hanako Oku, esordì sul mercato il 1º marzo 2006 prodotto dalla Pony Canyon con cui l'artista aveva iniziato un contratto a partire dal 2005.
Fu preceduto sul mercato dalla pubblicazione di tre singoli.

## Tracklist
1. Ame Agari (雨あがり?)
2. Mahou no Hito (魔法の人?)
3. Tsuki no Soba de Nemuritai (月のそばで眠りたい?)
4. Sonna Fuu ni Shika Ienai Kedo (そんな風にしか言えないけど?)
5. Kaette Oide (帰っておいで?)
6. Madobe (窓辺?)
7. Harukaze (春風?)
8. Koi Tsubomi (恋つぼみ?)
9. Lip Cream (リップクリーム?)
10. Kimi no Sora (きみの空?)
11. Tori to Kumo to Ao (鳥と雲と青?)
12. Yasashii Hana (やさしい花?)